# Conferência sobre Medidas de Interação e Construção de Confiança na Ásia
A Conferência sobre Medidas de Interação e Construção de Confiança na Ásia (CICA em inglês) é um fórum intergovernamental, para melhorar a cooperação no sentido de promover a paz, segurança e estabilidade na Ásia. É um fórum baseado no reconhecimento de que existe uma relação estreita entre paz, segurança e estabilidade na região e no resto do mundo. A ideia principal da Conferência baseia-se na prioridade da indivisibilidade da segurança, iniciativa conjunta e interação mutuamente benéfica de pequenos e grandes estados.
A ideia de convocar a CICA foi proposta pela primeira vez pelo presidente do Cazaquistão, Nursultan Nazarbayev, em 5 de outubro de 1992, na 47ª Sessão da Assembleia Geral das Nações Unidas . Em 5 de outubro de 2017, o processo da CICA completou 25 anos.

## Histórico
Em 1992, a proposta de convocação da CICA foi acolhida por vários Estados asiáticos. Durante os sete anos seguintes, foi realizada uma série de reuniões entre os países interessados, para discutir modalidades de convocação da CICA e redigir documentos básicos.
A primeira reunião dos Ministros das Relações Exteriores da CICA foi realizada em 14 de setembro de 1999, com a participação de 15 Estados membros. A Declaração de Princípios que orienta as relações entre os Estados membros da CICA foi adotada nesta reunião.
A primeira cúpula da CICA foi realizada em 4 de junho de 2002, com a participação de 16 Estados Membros, e a Ata de Almaty, a Constituição da CICA, foi adotada. O ímpeto para essa reunião veio dos ataques terroristas de 11 de setembro do ano anterior. Assim, o antiterrorismo tornou-se uma questão importante para a CICA, e esse tema passou pelas reuniões subseqüentes.
Na segunda reunião dos Ministros das Relações Exteriores, em 2004, o Catálogo de Medidas de Fortalecimento da Confiança da CICA e o Regulamento da CICA foram adotados. Na segunda Cúpula da CICA em 2006, foi decidido admitir a Tailândia e a República da Coreia como novos membros e estabelecer um secretariado permanente. Na terceira reunião de Ministros das Relações Exteriores, em 2008, a Jordânia e os Emirados Árabes Unidos foram admitidos como novos membros. Na terceira Cúpula da CICA, em 2010, a Turquia assumiu a presidência da CICA do presidente fundador do Cazaquistão. A terceira Cúpula também admitiu o Iraque e o Vietnã como novos membros e adotou a Convenção da CICA. O Bahrein e o Camboja ingressaram na CICA em 2011, e Bangladesh e Qatar uniram-se em 2014, o Sri Lanka em 2018, elevando o número de Estados membros a 27.

## Membros
| Estados-membros (27): - Afeganistão - Azerbaijão - Bahrein - Bangladesh - Camboja - China - Egito - Índia - Irão - Iraque - Israel - Jordânia - Cazaquistão - Quirguistão - Mongólia - Paquistão - Palestina - Catar - Rússia - South Korea - Sri Lanka - Tajiquistão - Tailândia - Turquia - Emirados Árabes Unidos - Uzbequistão - Vietname |  | Estados observadores (8): - Bielorrússia - Indonésia - Japão - Laos - Malásia - Filipinas - Ucrânia - Estados Unidos Non-member Asian states (19): - Armênia - Butão - Brunei - Chipre - Geórgia - Kuwait - Líbano - Maldivas - Myanmar - Nepal - Coreia do Norte - Omã - Arábia Saudita - Singapura - Síria - Republic of China (Taiwan) - Timor-Leste - Turquemenistão - Iêmen |  | Organizações observadoras (5) - International Organization for Migration - Liga Árabe - Organização para a Segurança e Cooperação na Europa - Assembleia Parlamentar dos Países de Língua Turca - Nações Unidas |

## Presidência
- Cazaquistão (2002–10)[10]
- Turquia (2010–14)[11]
- China (2014–18)
- Tajiquistão (2018–20)
- Cazaquistão (2020– )